# یوهان اشتراوس سوم
یوهان اشتراوس سوم (به آلمانی: Johann Strauß III) (۱۶ فوریهٔ ۱۸۶۶ – ۹ ژانویهٔ ۱۹۳۹) آهنگساز و رهبر ارکستر اهل اتریش بود. او برای چندین اپرا موسیقی تصنیف کرد.
یوهان اشتراوس سوم فرزند ادوارد اشتراوس و نوهٔ یوهان اشتراوس (پدر) بود.